# Nycerella decorata
Nycerella decorata là một loài nhện trong họ Salticidae.
Loài này thuộc chi Nycerella. Nycerella decorata được Elizabeth Maria Gifford Peckham & George William Peckham miêu tả năm 1893.